# Гаою
Гаою́ (кит. упр. 高邮, пиньинь Gāoyóu qū) — городской уезд городского округа Янчжоу провинции Цзянсу (КНР).

## История
Во времена империи Хань в 118 году до н. э. был создан уезд Гаою (高邮县).
Во времена империи Мин уезд был поднят в статусе, став областью Гаою (高邮州), которой были подчинены уезды Синхуа и Баоин. При империи Цин уезды из состава области были выведены, и она стала «безуездной». После Синьхайской революции в Китае была проведена реформа струкутры административного деления, в ходе которой области были упразднены, и в 1912 году область была преобразована в уезд.
В 1949 году был создан Специальный район Янчжоу (扬州专区), и уезд вошёл в его состав. В 1950 году Специальный район Янчжоу был присоединён к Специальному району Тайчжоу (泰州专区). В 1953 году была создана провинция Цзянсу, и Специальный район Тайчжоу был переименован в Специальный район Янчжоу.
В 1970 году Специальный район Янчжоу был переименован в Округ Янчжоу (扬州地区).
В 1983 году были расформированы Округ Янчжоу и город Янчжоу, и образован Городской округ Янчжоу.
В 1991 году уезд Гаою был преобразован в городской уезд.

## Административное деление
Городской уезд делится на 2 уличных комитета, 10 посёлков и 1 национальную волость.